# マグニツキー法

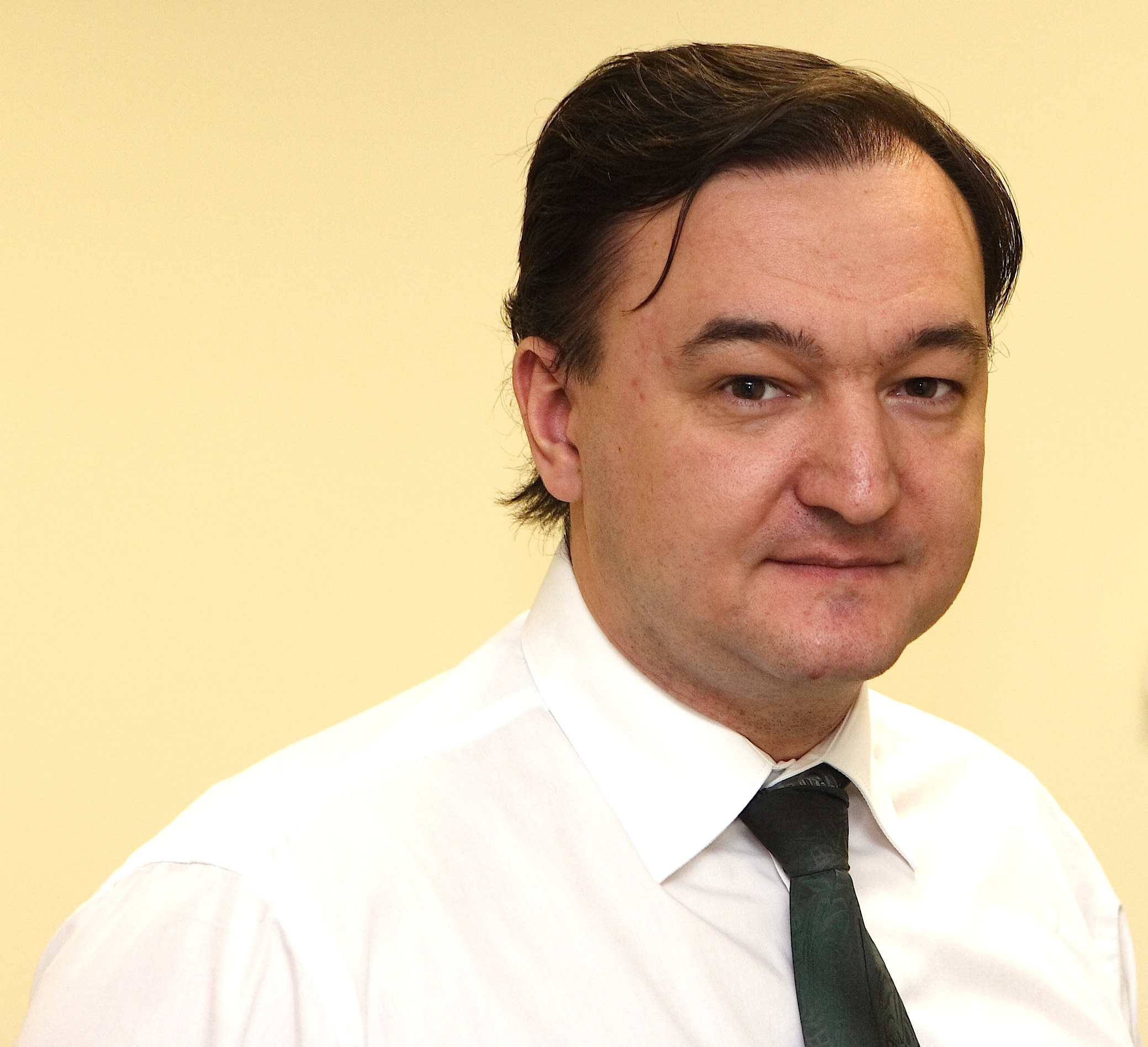
セルゲイ・マグニツキー

マグニツキー法（マグニツキーほう、英語: Magnitsky Act）は、2012年に制定されたアメリカの法律の一つで、2016年以降、世界全体を適用として、アメリカ政府が人権侵害に関わった個人・組織を特定して、アメリカにあるその資産を凍結し、アメリカへの入国を禁止する権限を与えている。同様な法律が欧州など34ヶ国で制定される先駆けとなった。
正式名称を「2012年ロシア・モルドバ・ジャクソン＝ヴァニック撤廃およびセルゲイ・マグニツキー法の説明責任法」という。2009年にロシアの弁護士であるセルゲイ・マグニツキーがモスクワの刑務所で死亡した事件の責任者であるロシア政府関係者を処罰するとともに、ロシアに恒久的な正常貿易関係の地位を与えることを目的として、アメリカ議会で可決された超党派の法案で、2012年12月にアメリカ大統領のバラク・オバマによって署名され、発効した。

## 背景
ロシア税務弁護士のセルゲイ・マグニツキーは、ロシア税務当局が関与した2億3000万ドルの横領疑惑を告発したことで2008年に逮捕され、拷問を受けた後、モスクワの刑務所で2009年に死亡した。獄中でマグニツキーは胆石、膵臓炎、結石性胆嚢炎を発症し、数ヶ月間治療を拒否された。約1年間の獄中生活の後、拘束中に殴り殺されたとされる。
マグニツキーの友人であるビル・ブラウダーはアメリカの証券会社「ソロモン・ブラザーズ」勤務を経て1996年にロシアで投資ファンドを設立したアメリカ人ビジネスマンで、この事件に憤り、マグニツキーの死に関与したロシア人を制裁する法律を制定するようアメリカの政治家達に働きかけた。ブラウダーは、この事件を上院議員のベンジャミン・カーディンとジョン・マケインに伝え、彼らは法案の提出を進めた。 
ブラウダーに対してロシア政府は、マグニツキーを逮捕する前の2005年に「安全保障上の脅威」との理由で国外退去処分を科し、2013年には二人に欠席裁判で脱税の有罪判決を確定させた。さらにプーチン政権は国際刑事警察機構（ICPO）を経由してブラウダーの逮捕を8回要請しており、ブラウダーは自らの体験を『国際指名手配 私はプーチンに追われている』（邦訳は集英社）として刊行し、2017年にはアメリカの『GQ』誌に「プーチン最大の敵」として「今年の男性」に選ばれたこともある。

## 法律
2012年6月、アメリカ下院外交委員会は「Sergei Magnitsky Rule of Law Accountability Act of 2012」（H.R.4405）という法案を下院に報告した。この法律の主旨は、マグニツキーの死に責任があると考えられるロシア政府関係者を罰するために、彼らのアメリカへの入国とアメリカの銀行システムの利用を禁止することであった。この法律は、翌週、上院議員のベン・カーディンがスポンサーとなって上院の委員会で取り上げられ、国際関係の緊張が高まっていることをより広く検証するために引用された。ブラウダーは後に、マグニツキー法が超党派的な支持を得られたのは、マグニツキーが暴露した汚職が議論の余地のないほど露骨なものであったためであり、「ロシアの拷問と殺人を支持するロビーが反対することはなかった」と記している。
オバマ政権は、マグニツキー法が成立しない限り、2012年のジャクソン＝バニク修正案は廃止されないという姿勢をアメリカ議会が示すまで、この法案に抵抗した。2012年11月、マグニツキー法案の条項は、ロシアとモルドバとの貿易正常化（ジャクソン＝ヴァニック修正案の廃止）を目的とした下院法案（H.R.6156）に添付された。12月6日、アメリカ上院は下院版の法律を92対4で可決し、同法は、2012年12月14日に大統領のバラク・オバマによって署名された。

## 影響を受ける個人
オバマ政権は2013年4月、同法の影響を受ける18人のリストを公開した。
制裁対象となった18人は以下の通りである。
- Aleksey Droganov
- Aleksey Krivoruchko, Tverskoy District Court judge
- Andrey Pechegin, deputy head of the investigation supervision division of the general prosecutor's office
- Artem (Artyom) Kuznetsov, a tax investigator for the Moscow division of the Ministry of Internal Affairs
- Dmitriy Komnov, head of Butyrka Detention Center
- Dmitri M. Tolchinskiy
- Ivan Pavlovitch Prokopenko
- Kazbek Dukuzov, Chechen acquitted of the murder of Paul Klebnikov
- Lecha Bogatyrov, implicated by Austrian authorities as the murderer of Umar Israilov
- Natalya V. Vinogradova
- Oleg F. Silchenko, a senior investigator for the Ministry of Internal Affairs
- Oleg Logunov（ロシア語版）
- Olga Stepanova, head of Moscow Tax Office No. 28
- Pavel Karpov, a senior investigator for the Moscow division of the Ministry of Internal Affairs
- Sergei G. Podoprigorov, Tverskoy District Court judge
- Svetlana Ukhnalyova
- Yelena Khimina, Moscow tax official
- Yelena Stashina（ロシア語版）, Tverskoy District Court judge who prolonged Magnitsky's detention

その他、制裁を受けた外国人個人は以下の通りである。
- Abdulaziz al-Hasawi, Bodyguard of Mohammed bin Salman, involved with the Assassination of Jamal Khashoggi
- Abdulhamit Gül, Turkish Minister of Justice
- Abuzayed Vismuradov, commander of the Terek SOBR of Chechnya
- Aivars Lembergs, Mayor of Ventspils, Latvia[22]
- Ahmed Abdullah al-Jubouri, Former Governor of Saladin Governorate, Iraq
- Akram al-Kaabi, founder and secretary general of Harakat Hezbollah al-Nujaba
- Angel Rondon, former Commercial Representative of Odebrecht, Dominican Republic
- Aung Aung, Brigadier General, involved in Rohingya conflict
- Aung Kyaw Zaw, Burmese Commander, involved in Rohingya conflict
- Badr al-Otaibi, Member of General Intelligence Presidency, involved with the Assassination of Jamal Khashoggi
- Carrie Lam, Chief Executive of HKSAR
- Chen Quanguo, Secretary of the Xinjiang Uyghur Autonomous Region[23]
- Chris Tang, Commissioner of Hong Kong Police Force (HKPF)
- Dan Gertler, Businessman and Associate of Joseph Kabila
- Delyan Peevski, former MP of the National Assembly, Bulgaria
- Eric Chan, Secretary General, Committee for Safeguarding National Security of the HKSAR
- Erick Tsang, HKSAR Secretary for Constitutional and Mainland Affairs
- Fahad al-Balawi, Member of Saudi Royal Guard, involved with the Assassination of Jamal Khashoggi
- Félix Bautista, senator for the province of San Juan, Dominican Republic.
- Fidel Moreno, de facto mayor of Managua, Nicaragua
- Francisco "Chico" Lopez, treasurer of the Nicaraguan Sandinistas Party and head of Albanisa, a holding of companies made out of Venezuelan aid
- Francisco Diaz, Head of the Nicaraguan police
- Gebran Bassil, President of the Free Patriotic Movement[24]
- Gulnara Karimova, Daughter of former Uzbek leader Islam Karimov
- Hing Bun Hieng, Commander of Hun Sen's Body-Guard unit
- Huo Liujun, former police chief of the Xinjiang Uyghur Autonomous Region[23]
- Ilko Zhelyaskov, former deputy of the National bureau for control of the special intelligence devices
- John Lee Ka-chiu, Secretary for Security of the HKSAR
- Kale Kayihura, Former Inspector General of the Uganda Police Force
- Khalid al-Otaibi, Member of Saudi Royal Guard, involved with the Assassination of Jamal Khashoggi
- Khin Hlaing, Head of Burmese 99th LID, involved in Rohingya conflict
- Khin Maung Soe, Burmese General, involved In Maung Nu massacre
- Kun Kim, former Joint Chief of Staff of the Royal Cambodian Armed Forces[25]
- Luo Huining, Director of the Hong Kong Liaison Office of China
- Maher Mutrab, Saudi Arabian diplomat, involved with the Assassination of Jamal Khashoggi
- Mansour Abahussain, Member of General Intelligence Presidency, involved with the Assassination of Jamal Khashoggi
- Marián Kočner, Judged for ordering the murder of a Slovak journalist[22]
- Maung Maung Soe, Head of armed forces in western Myanmar, involved in Rohingya conflict
- Meshal Saad al-Bostani (d. 2018), Member of Royal Saudi Air Force, involved with the Assassination of Jamal Khashoggi
- Min Aung Hlaing, Head of the State Administrative Council and Commander in Chief of the Burmese Armed Forces
- Mohammed al-Otaibi, Saudi Consul-General of Turkey, involved with the Assassination of Jamal Khashoggi
- Mohammed al-Zahrani, Member of Saudi Royal Guard, involved with the Assassination of Jamal Khashoggi
- Musa Baluku, Leader of the Allied Democratic Forces[22]
- Mustafa al-Madani, Body double of Jamal Khashoggi, involved with the Assassination of Jamal Khashoggi
- Naif Alrifi, Associate of Mohammed bin Salman, involved with the Assassination of Jamal Khashoggi
- Nawfel Akoub, Former Governor of Mosul, Iraq
- Nofal Hammadi al-Sultan, Former Governor of Nineveh Governorate, Iraq
- Qais Khazali, Leader of Asa'ib Ahl al-Haq
- Ramzan Kadyrov, head of the Chechen Republic
- Rao Anwar, former Senior Superintendent of Police in Malir District, Karachi, Pakistan[22]
- Rayan al-Kildani, Leader of Babylon Brigade
- Raimbek Matraimov, ex-Deputy Chairman of the State Customs Service (Kyrgyzstan)
- Roberto J. Rivas, head of the Supreme Electoral Council of Nicaragua, accused of electoral fraud in at least six elections. Rivas is considered one of the wealthiest people in the second-poorest country in the Western Hemisphere
- Ruslan Geremeyev, associate of Ramzan Kadyrov
- Saif al-Qahtani, Associate of Mohammed bin Salman, involved with the Assassination of Jamal Khashoggi
- Salah Mohammed Tubaigy, Head of Saudi Arabian Forensics Council, involved with the Assassination of Jamal Khashoggi
- Saud al-Qahtani, Advisor to Mohammed bin Salman, involved with the Assassination of Jamal Khashoggi
- Soe Win, Deputy Commander in Chief of the Burmese Armed Forces
- Stephen Lo, former Commissioner of HKPF
- Suleyman Soylu, Turkish Minister of Interior
- Sun Jinlong, head of the Xinjiang Production and Construction Corps
- Thaar al-Harbi, Bodyguard of Mohammed bin Salman, involved with the Assassination of Jamal Khashoggi
- Than Oo, Brigadier General, involved in Rohingya conflict
- Teresa Cheng, Secretary of Justice of the HKSAR
- Thura San Lwin, Head of Myanmar Border Guard Police, involved in Rohingya conflict
- Try Pheap, Cambodian Businessman and Tycoon[25]
- Turki Alsehri, involved with the Assassination of Jamal Khashoggi
- Varney Sherman, former chairman of the Liberian Unity Party
- Vasil Bozhkov, Bulgarian billionare, exiled to Dubai
- Waad Qado, Leader of the Shabak 30th Brigade
- Waleed Alsehri, Member of Royal Saudi Air Force, involved with the Assassination of Jamal Khashoggi
- Wan Kuok-koi, popularly known as Broken Tooth Koi, former leader of the Macau branch of the 14K (triad)[26]
- Whang Mingshang, Head of the Xinjiang Public security bureau[23]
- Yahya Jammeh, former president of The Gambia
- Xia Baolong, Director of the Hong Kong and Macao Affairs Office of the State Council
- Zhang Xiaoming, Deputy Director of the Hong Kong and Macao Affairs Office of the State Council
- Zheng Yanxiong, Director of the Office for Safeguarding National Security in the HKSAR
- Zhu Hailun, Deputy Secretary of the Xinjiang Uyghur Autonomous Region[23]

### 2017年1月のブラックリスト登録
2017年1月9日、マグニツキー法に基づき、アメリカ財務省外国資産管理局は、特別指定国民リストを更新し、アレクサンドル・I・バストリキン、アンドレイ・K・ルゴボイ、ドミトリー・V・コフトゥン、スタニスラフ・ゴルディエフスキー、ゲンナジー・プラクシンをブラックリストに登録し、アメリカの金融機関が保有する資産やそれらの金融機関との取引を凍結し、アメリカへの渡航を禁止した。

## ロシア政府の行動
マグニツキー法の採択を受け、ロシア政府はアメリカ人のロシア人子女の養子縁組を拒否し、アメリカ政府関係者のロシア入国を禁止するリストを発行し、マグニツキーの死後に有罪判決を下した。さらに、ロシア政府は、ケネス・デュバースタインが率いる広報会社を通じて、この法律に反対する働きかけを行ったと言われている。その後、ロシアの弁護士であるナタリア・ベセルニツカヤは、アメリカでのマグニツキー法に反対するロビー活動のために雇われた。彼女は、この問題を議論するためと称して、ドナルド・トランプ・ジュニアとの面会を行なった。

### ロシアの子供のアメリカによる養子縁組の禁止
2012年12月19日、ロシア連邦議会は400対4の賛成多数で、ロシア人児童のアメリカへの国際養子縁組を禁止する法案を可決した。この法案は、2008年にアメリカ人の養父がSUVの後部座席に乗せていたことを忘れ、熱中症で死亡したロシア人の幼児ドミトリー・ヤコブレフ（チェイス・ハリソン）にちなんで非公式に名付けられた。翌年の2013年には、さらに2つの法律が提案され、1つは、アメリカ国民がロシアの政治的なNGOで活動することを禁止するもので、もう1つの法律は、最終的には放棄されたが、国家の信用を失墜させた場合、外国人が国営テレビで発言することを禁止するものであった。

### ロシアからの一部のアメリカ当局者の入国禁止
2013年4月13日、ロシアはマグニツキー・リストに対抗して、人権侵害容疑で18人のアメリカ人のロシアへの入国を禁止するリストを発表した。ロシアへの入国を禁止された人々は以下の通りである。
拷問や囚人の無期限拘留を合法化した米政府関係者。
- デービッド・アディントン（英語版）、副大統領首席補佐官のディック・チェイニー (2005年~2009年)
- 司法省法律顧問局司法長官補佐のジョン・ユー (2001年~2003年)
- 退役アメリカ陸軍大将のジェフェリー・D・ミラー（英語版）、グアンタナモ湾拘留キャンプを運営する組織である司令官のジョイント・タスクフォース・グアンタナモ（英語版）（JTF-GTMO） (2002年~2003年)
- 米海軍将校のジェフェリー・ハーベソン（英語版）、JTF-GTMO司令官 (2010年~2012年)

また、ロシアの武器密輸業者であるビクトル・ボウトと麻薬密輸業者のコンスタンチン・ヤロシェンコがアメリカで服役している際の起訴・裁判に関与した複数人のアメリカ政府関係者を、ロシアの国会議員は追放した。
- ジェド・S・ラコフ（英語版） 、ニューヨーク州南部地区上級アメリカ地方裁判所判事
- プリート・バララ（英語版）ニューヨーク州南部地区の元アメリカ検事
- マイケル・J・ガルシア（英語版）、ニューヨーク州南部地区の元アメリカ検事
- ブレンダン・R・マクガイア、アメリカ連邦検事補
- アンジャン・S・サウニ、アメリカ検事補
- クリスチャン・R・エバーデル、アメリカ検事補
- ジェナ・ミニクッチ・ダブス、アメリカ検事補
- クリストファー・L・ラビーニュ、アメリカ連邦検事補
- マイケル・マックス・ローゼンサフト、アメリカ連邦検事補
- ルイス・J・ミリオン、アメリカ麻薬取締局（DEA）特別捜査官
- サム・ゲイ、DEA上級特別捜査官
- ロバート・F・ザチャリアズィヴィツキ、DEA特別捜査官
- デレク・S・オドニー、DEA特別捜査官

## 反応
マグニツキー運動家の代理人を務めるオーストラリア在住の法学者ジェフェリー・ロバートソンは、この法律を「人権問題における最も重要な新展開の一つ」と表現している。この法律は、「アウシュビッツの列車運転手や官僚、人権侵害で小金を稼ぎ、一般的には目立たないようにしている人たちを捕まえる方法」を提供するものだという。
州議会副議長のエフゲニー・フェドロフは、マグニツキー法案の真の目的は、大企業や政府の要人を操り、ロシアにおける親米政策を目的としていると主張した。
2018年、イギリス議会は制裁・マネーロンダリング防止法にいわゆる「マグニツキー修正案」を可決し、政府に重大な人権侵害を犯した人物に制裁を科す権限を与えた。
ワールド・ソーシャリスト・ウェブサイトのビル・ヴァン・オーケンは、マグニツキー法において人権を現実的政治の隠れ蓑にしていると評し、ワシントンD.C.（アメリカの首都すなわちアメリカ政府）の関係者は「1993年にボリス・エリツィンがロシア議会への砲撃を指示し、62人の死者を出したような、はるかに大きな犯罪」を支持していると述べて、アメリカを非難した。この発言で言及されている事件については「10月政変」を参照。
2016年6月、マグニツキーに関する別の見解を提示したドキュメンタリー『The Magnitsky Act - Behind the Scenes』が公開された。イギリス『ガーディアン』紙の記事では、「マグニツキーは警察に拘束されている間に殴られておらず、ロシア当局への証言の中で個人に対して具体的な主張をしていない 」という見解を提示したこのドキュメンタリーが物議を醸していることを報じている。『ガーディアン』の記事では、リトアニアの欧州議会議員で外交委員会のメンバーでもあるペトラス・アウストレヴィシウスが、この映画の上映を推し進めているのは、ロシア当局の政策方針に対する西側諸国の信頼を低下させ、今年後半のEUの科す対露制裁の見直しを確実にするためのいくつかの動きの一つであると述べているなど、このドキュメンタリーに懐疑的な見解も紹介されている。
2017年7月、CNNによる『Fareed Zakaria GPS』で、ファリード・ザカリアはビル・ブラウダーにインタビューし、マグニツキー法について、なぜウラジーミル・プーチン（ロシア大統領）がそれによって直接脅かされているのか、ロシア政府が1万人以上のロシア人の人権侵害者に与えたお金、2016年6月のドナルド・トランプ陣営とロシア人の会談、現在のワシントンD.C.におけるロシアマネーの力と影響力などの話題を取り上げた。
ロシアの反体制派であるヴラジミル・V・カラ=ムルザとボリス・ネムツォフは、この行為を「親ロシア的」と称して支持した。

## 2017年の見落とし
アメリカ大統領のドナルド・トランプは、2017年4月21日に同法の実施に関する覚書を議会に提出した。
5月、アメリカ司法当局は、セルゲイ・マグニツキーが発見した不正行為の結果としてロシアから流出した資金のロンダリングに利用された企業の一つであるプレベゾン・ホールディングに対する訴訟を和解させた。この和解により、訴訟は却下され、不動産会社は580万ドルの罰金を支払うことに合意した。また、同月には、詐欺のスキームからイギリスの銀行会社に送金されたとされる660万ポンドについて調査が開始された。
9月8日、トランプはメモランダムで、この法律の金融制裁を変更する権限を財務長官に、ビザの発行を国務長官に委譲した。

## グローバル・マグニツキー法

### 推移
2016年、アメリカ議会は「グローバル・マグニツキー人権説明責任法」を制定し、アメリカ政府が世界のあらゆる場所で人権侵害に関与した外国政府高官を制裁できるようにした。
当初、上院議員のベンジャミン・カーディン（民主党）と下院議員のクリス・スミス（共和党）が別々の法案として提出した「グローバル・マグニツキー法」は、最終的に、2016年12月23日に成立したオムニバスの「2017年度国防権限法」(NDAA FY2017)のタイトルXII、サブタイトルF（セクション1261～1265）として組み込まれた。

### 大統領令13818による制裁措置
2017年12月21日、アメリカ大統領のドナルド・トランプは、「グローバル・マグニツキー人権説明責任法」の最初の実施として、アメリカ政府が「人権侵害者、クレプトクラート、汚職行為者」とされる13の個人に対して制裁を科す大統領令13818を発令した。トランプの指示の下、財務長官のスティーブン・ムニューシンは、13人の「人権侵害者、クレプトクラート、汚職行為者」に対する制裁を発表した。トランプは「世界中の深刻な人権侵害と腐敗に関して、国家非常事態を宣言する」と述べた。
制裁対象となった個人には、ガンビア前大統領のヤヒヤ・ジャメ、ニカラグア最高選挙評議会議長のロベルト・ホセ・リヴァル・レイエスなどが含まれた。また、財務省外国資産管理局 （OFAC）は、さらに39の関連会社および個人に対して制裁を科した。

#### 2018年
2018年6月、ドミニカ共和国の上院議員であるフェリックス・バウチスタと、同氏が所有または支配する5つの企業が、重大な汚職に関与しているとして、グローバル・マグニツキー法に基づき、アメリカ財務省から制裁を受けた。バウチスタは、上院議員としての立場に関連して贈収賄を行ったとされている。また、ハイチでも汚職を行ったとされており、複数回の自然災害に見舞われたハイチの復興のために、コネを利用して公共事業の契約を獲得し、その中には未完成の仕事に対して自分の会社に1,000万ドル以上の報酬が支払われたケースも含まれている。
2018年7月、3人のニカラグア人がOFACの制裁リストに追加された。ニカラグア国家警察長官のフランシスコ・ハビエル・ディアス・マドリスとマナグア市長室長官のフィデル・アントニオ・モレノ・ブリオネスは、ニカラグアでの深刻な人権侵害に責任があるか、それに関与している団体の指導者であるとして制裁を受けた。さらに、OFACは、ALBA de Nicaragua（ALBANISA）の副会長であり、Petronic社長であるホセ・フランシスコ・ロペス・センテノを、汚職行為に関与したとして指定した。
2018年8月、財務省は、アメリカ人牧師アンドリュー・ブランソンの拘束に関与したトルコの法相であるアブドゥルハミト・ギュルと内務相のスレイマン・ソイルに制裁を科した。バラク・オバマの下でテロ資金調達担当の次官補を務めたダニエル・グレイザーは、アメリカがNATOの同盟国に制裁を科すのは「私の考えでは初めてのことだ」と述べた。
2018年11月、財務省は、アメリカに在住・在勤していたサウジアラビアの反体制派ジャーナリストであるジャマル・カショギを「標的にして残虐に殺害した」として、17人のサウジアラビア政府関係者にグローバル・マグニツキー法に基づいて制裁を科すことを発表した。

#### 2020年
2020年7月9日、アメリカ財務省外国資産管理局（OFAC）は、新疆ウイグル自治区におけるウイグル人に対する深刻な人権侵害を理由に、中国の1の政府機関（新疆公安局）および現・元政府高官4名に制裁を科した。今回の制裁は、ウイグル人を初めとする同自治区の民族に対して、大量の恣意的拘束や深刻な身体的虐待などの深刻な人権侵害が行われたことを理由としている。

The four sanctioned individuals include:
- Chen Quanguo, the Communist Party Secretary of XUAR, and the former Communist Party Secretary of Tibet (Tibet Autonomous Region)
- Zhu Hailun, a former Deputy Party Secretary of the XUAR
- Wang Mingshan (王明山), the incumbent Communist Party Secretary of the Xinjiang Public Security Bureau (XPSB)
- Huo Liujun (霍留军), the former Communist Party Secretary of the XPSB

2020年7月31日、OFACは、新疆生産建設兵団（XPCC）の元政治委員である孫金龍、XPCC副党書記兼司令官の彭佳瑞を、ウイグル人に対する同様の人権侵害に関連しているとして、さらに制裁を科した。
XPCCは、中国共産党に従属するウイグル自治区の準軍事組織で、同地域の内部統制を強化するために創設された。XPCCは、2020年7月9日に同様の制裁を受けた中国共産党XUAR書記の陳全国が、ウイグル人や他の民族のメンバーを対象とした包括的な監視・拘禁・教化プログラムを実施するために利用されていた。この制裁は、アメリカ人による、またはアメリカ国内で行われる、制裁対象者の財産または財産上の利益に関わる全ての取引が原則として禁止されることを意味している。今回の制裁は「新疆ウイグル自治区での人権侵害を抑止するための継続的な取り組み」の一環であるとOFACは述べている。

### 大統領令13936を通じて課せられた制裁
2020年8月7日、アメリカ財務省は、香港の民主的自治を弱体化させ、香港市民の表現や集会の自由を制限した として、新たに11人に制裁を科した。
今回の制裁は、2020年7月14日にトランプが発令した大統領令13936に基づき、中国による行動が「香港の自治と民主的プロセスを根本的に損なっている」という香港の状況に関して国家非常事態を宣言したものである。

The sanctioned individuals are:
- Carrie Lam, Chief Executive of Hong Kong Special Administrative Region (HKSAR)
- Chris Tang, Commissioner of Hong Kong Police Force (HKPF)
- Eric Chan, Secretary General, Committee for Safeguarding National Security of the HKSAR
- Erick Tsang, HKSAR Secretary for Constitutional and Mainland Affairs
- John Lee Ka-chiu, HKSAR Secretary for Security
- Luo Huining, Director of the Hong Kong Liaison Office
- Stephen Lo, former Commissioner of HKPF
- Teresa Cheng, HKSAR Secretary for Justice
- Xia Baolong, Director of the Hong Kong and Macao Affairs Office of the State Council
- Zhang Xiaoming, Deputy Director of the Hong Kong and Macao Affairs Office of the State Council
- Zheng Yanxiong, Director, Office for Safeguarding National Security in Hong Kong

### 追加制裁
2017年9月、NGOや反腐敗団体のグループは、犯罪が疑われる15の国際的なケースを特定した。アゼルバイジャン、バーレーン、中国、コンゴ民主共和国、エジプト、エチオピア、リベリア、メキシコ、パナマ、ロシア、サウジアラビア、タジキスタン、ウクライナ、ウズベキスタン、ベトナムなどの国々の個人が制裁対象として指定された。

2017年12月、バーレーンの「民主主義と人権のためのアメリカ人」は次のように述べている。
トランプ政権は、バーレーン政府高官による深刻な人権侵害に関して提示された案件を取り上げませんでした。結局、グローバル・マグニツキー法の第一次指定者リストには、対象となる案件が提出されたにもかかわらず、アラブ連盟加盟国の個人・団体は指定されませんでした。
2018年8月、上院議員のマルコ・ルビオを初めとする16名の超党派議員が、新疆ウイグル自治区のイスラム教徒民族のウイグル人に対する人権侵害に責任を持つ中国政府関係者に対し、グローバル・マグニツキー法に基づく制裁措置を講じるようアメリカに求めた。2019年12月には、グローバル・マグニツキー法に基づく制裁措置の発動を求める「ウイグル人権政策法」が下院で可決された。アメリカ議会・中国に関する執行委員会の2019年の年次報告書では、人道に対する罪を理由に、グローバル・マグニツキー法に基づく中国政府高官に対する制裁を検討するよう議会に求めた。
2020年4月7日、クリス・スミスは、新型コロナウイルスのパンデミックに対する中国の対応について発言した医師やジャーナリストを黙らせたとされる中国政府高官を「特定し、調査する」タスクフォースを結成するよう、国務長官のマイク・ポンペオに要請した。さらにスミスは、アメリカがグローバル・マグニツキー法を適用して、中国全体を罰するのではなく、内部告発者の追及に関与した特定の中国政府関係者を対象にすることを提案した。

## 他の法域における類似の法律

### カナダ
2015年3月、カナダ議会は、このような法律の成立に向けた初期動議を可決させた。カナダのセルゲイ・マグニツキー法は、正式には「Justice for Victims of Corrupt Foreign Officials Act」といい、国王の同意（ロイヤルアセント）を得て、2017年10月18日に法制化された。同法は、「Justice for Victims of Corrupt Foreign Officials Regulations」（汚職外国公務員被害者に対する正義のための規則）によって規制されている。 
2018年11月29日、カナダは規則を改正し、国際的に認められた重大な人権侵害、特にサウジアラビア人ジャーナリストのジャマル・カショギの拷問と超法規的な殺害に責任がある、あるいは加担したと非難されたサウジアラビア出身の17人の外国人を対象とした。

### ヨーロッパ
2019年3月、欧州議会はEUのマグニツキー法の成立に賛成する決議を447-70で可決させた。ウルスラ・フォン・デア・ライエンは、2020年9月の「欧州連合の現状」演説の中で、欧州委員会の目標の一つとして「欧州マグニツキー法」の成立を掲げた。
2020年7月6日、イギリスの外相であるドミニク・ラーブは、「グローバル・マグニツキー法」に類似した法律に基づく最初の制裁を発表し、47人の個人が渡航制限と資産凍結の対象とした。この規制は、世界中で最悪の人権侵害に関与している者に制裁を科す権限を政府に与えることを目的としている。

### 日本
日本では2021年4月6日に、「日本版マグニツキー法」の制定化を求める「人権外交を超党派で考える議員連盟」が発足した。

## 参考資料
- Browder, Bill (2015). Red Notice: A True Story of High Finance, Murder, and One Man's Fight for Justice (Reprint ed.). Simon & Schuster. ISBN 978-1-4767-5574-8
- Gilligan, Emma (2016). “Smart Sanctions against Russia: Human Rights, Magnitsky and the Ukrainian Crisis”. Demokratizatsiya 24 (2):  257–277.
- Moiseienko, Anton (2015). “'No Safe Haven': Denying Entry to the Corrupt as a New Anti-Corruption Policy”. Journal of Money Laundering Control 18 (4):  400–410. doi:10.1108/JMLC-01-2014-0004.
- Tama, Jordan (2015). “Bipartisanship in a Polarized Age: The U.S. Congress and Foreign Policy Sanctions”. School of International Service Research Paper No. 2015-2. SSRN 2553401.